# Doria Shafik
Doria Shafik (Tanta, 14 de diciembre de 1908 – El Cairo, 20 de septiembre de 1975) (en árabe: درية شفيق‎) o Durriya Shafiq fue una activista feminista, filósofa, editora y poeta egipcia y una de las principales promotoras de los derechos de la mujer en Egipto desde mediados de la década de los cuarenta del siglo XX. Inició un movimiento por los derechos de las mujeres en Egipto cuando en 1951, junto a 1500 mujeres, irrumpió en el Parlamento exigiendo derechos políticos plenos, igualdad salarial y reformas en las leyes de estado civil. Como resultado directo de sus acciones las mujeres egipcias consiguieron el derecho al voto en la Constitución de Egipto en 1956.

## Biografía

### Primeros años
Nació en Tanta, en el delta del Nilo. Segunda hija de seis hermanos, su familia se trasladó a Mansoura poco después de su nacimiento. Al morir su madre en 1920 fue enviada a Tanta a casa de su abuela para que pudiera estudiar en la prestigiosa escuela Notre Dame des Apôtres School, una escuela religiosa francesa de Alejandría. A los dieciséis años fue la egipcia más joven en terminar el bachillerato francés. Conoció entonces a la feminista Hoda Sha’arawi quien acabó siendo su mentora, orientándola y apoyándola en su solicitud de una beca del ministerio de educación egipcio, para estudiar en la universidad de La Sorbona.

### Estudios en París
Llegó a París para iniciar sus estudios en agosto de 1928, a los 19 años.
Fue en esa época donde empezó a desarrollar y asentar su pensamiento, ideas, filosofía y reflexiones sobre el papel de las mujeres en la sociedad que marcarían su activismo y su futuro. En julio de 1932 tuvo que regresar a Egipto para lograr una segunda beca. Durante su retorno a Alejandría escribió el poema Rêverie d’une Femme d’aujourd’hui. También terminó preparando su doctorado en filosofía en La Sorbona. Su primera tesis fue refutando los fines meramente utilitarios que los historiadores solían asignar al arte del Antiguo Egipto. 

### De 1933 a 1940
De 1933 a 1936 Doria regresó a Egipto donde pasó tres años. Se inscribió en el concurso de belleza Miss Egipto quedando subcampeona. Fue una competición bastante chocante en ese momento para una joven musulmana. Lo explica diciendo "En París me había afirmado en el ámbito intelectual. Ahora quería afirmarme en la esfera femenina". La prensa y sus compañeros la criticaron, pero Doria se mantuvo fiel a sí misma.
En ese periodo Doria se casó con un periodista llamado Ahmed al-Sawi (el contrato legal del matrimonio fue firmado pero el matrimonio no fue consumado).  Fue una unión que duró solo unos meses. Abandonó el matrimonio, prometiendo no volver a casarse. Decidió entonces regresar a la vida de libertad en París. Con una nueva beca realizó el doctorado (Doctorat d'Etat) con "Mention Tres Honorable" con la investigación titulada Mujer en el Islam en la que argumentaba que el Islam reconocía la igualdad de derechos para la mujer. En París eran los años de entreguerra bulliciosos en arte, cultura, literatura y nuevas ideas donde se encontraban artistas de vanguardia como Gertrude Stein, Pablo Picasso, Georges Braque y otros. Desde el este llegaban las ideas de la Rusia Soviética. Allí y en esa época vivían escritores y poetas como André Breton y Paul Éluard. Se casó en la capital francesa en 1937 con su primo Nour al-Din Ragai que también estudiaba en París con una beca.

### Activismo por los derechos de las mujeres
A su regreso definitivo desde Francia en 1940 anhelaba contribuir a la educación de los jóvenes de su país, pero el decano de la Facultad de Letras de la Universidad de El Cairo le negó un cargo por ser demasiado "moderna".
En 1945, la princesa Chevikar, primera esposa del Rey Fuad I de Egipto, le ofreció ser editora de una revista cultural y literaria, que sería lanzada en francés, lengua de la élite egipcia. Doria aceptó ser editora de La Femme Nouvelle, y con la muerte de Chevikar en 1947, asumió total responsabilidad por la revista y los costos de su producción. Bajo su dirección La Femme Nouvelle se volvió un importante referente regional. 
También en 1945, Shafik decidió publicar otra revista, esta vez en árabe. Bint Al-Nil (La Hija del Nilo) estaba dirigida a educar a la mujer egipcia en cuanto a su rol en la familia y en su sociedad. El primer número salió en noviembre de 1945 y se agotó casi de inmediato. 
En 1948 Shafik creó la asociación Bint Al-Nil para ayudar a resolver los problemas de la mujer, mediante su inclusión en la vida política. La asociación también creó centros a lo largo del país para alfabetizar a la mujer, una oficina de empleo y un comedor para mujeres trabajadoras. 

#### Acción en el Parlamento
En febrero de 1951, Shafik logró reunir a 1.500 mujeres de las dos principales agrupaciones feministas (la asociación Bint Al-Nil y la Unión Feminista Egipcia) y organizó una inesperada entrada al parlamento, para exponer demandas principalmente relacionadas con los derechos socioeconómicos, de la mujer. A pesar del compromiso que obtuvieron las manifestantes del presidente del Senado, en los tiempos sucesivos no experimentaron cambios los derechos de la mujer en Egipto. Durante el juicio fue defendida por Mufidah Abdul Rahman.
A pesar de la independencia del país en 1922, la injerencia británica en Egipto era constante. En 1951 Doria Shafik colaboró en la preparación de una unidad militar femenina compuesta por 2.000 mujeres a quienes también entrenó como enfermeras.
En 1952, Shafik solicitó al nuevo gobierno del Presidente Mohamed Naguib, que reconociera a Bint Al-Nil como partido político, y a Shafik como presidenta del mismo. En una decisión histórica, el gobierno aceptó su petición.

#### Huelgas de hambre
En marzo de 1954, Shafik inició una huelga de hambre para protestar por la creación de un comité constitucional que carecía de la voz de la mujer, en cambio su huelga la volvió más dura. La huelga, en la que participaron otras mujeres egipcias y una periodista norteamericana quien quiso apoyar la iniciativa, duró ocho días, hasta obtener por escrito que el presidente Naguib se comprometía a que la nueva constitución respetara los derechos de la mujer.
A fines de 1954 y principios de 1955 Shafik fue invitada por, y viajó a Italia, Inglaterra, Francia, EE. UU., Japón, Ceilán, Paquistán e India, para dar conferencias sobre la mujer egipcia.
A raíz de los esfuerzos de Shafik, la nueva constitución egipcia de 1956 contempló el derecho de voto para la mujer, aunque con la condición que pudieran leer y escribir, requisito que, sin embargo, no se requería a los hombres.
En 1957 Shafik emprendió una segunda huelga de hambre en la embajada de la India contra el carácter dictatorial del gobierno del general Gamal Abdel Nasser.

### Arresto domiciliario y muerte
A causa de esta segunda huelga de hambre, Shafik fue puesta bajo arresto domiciliario, las revistas que publicaba fueron cerradas y se retiró la autorización a la asociación Bint Al-Nil lo que provocó su disolución.
En 1957 fue puesta bajo arresto domiciliario por Nasser. Así pasó 18 años de su vida. Shafik tenía un policía en la puerta de su casa y se le prohibió cualquier visita aparte de sus familiares. Tras la muerte de Nasser en 1970 recuperó cierta libertad pero a pesar de múltiples peticiones no quiso volver a la actividad política. En 1975 murió al caer por el balcón de su casa. La versión oficial fue la de suicidio ya que Doria estaba deprimida y estaba asistiendo a un psiquiatra.

## Vida privada
A principios de 1930 se casó con un periodista llamado Ahmed al-Sawi. El contrato legal del matrimonio fue firmado pero el matrimonio no fue consumado.  La unión duró apenas unos meses y Doria abandonó el matrimonio, prometiendo no volver a casarse. Sin embargo en 1937 en París Shafik se casó con su primo Nour Al-Din Ragai. Él también estaba estudiando en Francia con una beca del gobierno egipcio. Pasaría a ser un destacado abogado en Egipto y a brindar su pleno apoyo a las actividades de su esposa. Doria explicó sobre su matrimonio: "Sabiendo que en Egipto y sólo en Egipto estaba mi futuro, ese matrimonio me ayudaría a adaptarme a las condiciones de mi país. Era mi mejor oportunidad de reconciliación con Egipto y sin detenernos en las dificultades que nuestro matrimonio inevitablemente implicaría, acepté esta nueva aventura". Doria y Nour al-Din tuvieron dos hijas, Aziza, nacida en marzo de 1942 y Jehane, nacida en agosto de 1944. La pareja se divorció en 1968.

## Reconocimiento y legado
Tras su arresto domiciliario, el gobierno de Nasser mandó excluir el nombre de Shafiq de todos los textos egipcios, revistas y libros. Hasta la revolución de 2011, poco se escribía sobre Shafik. Con la revolución hubo un resurgimiento del interés en su vida y su obra.

## Publicaciones
Además de las revistas que editó y en las que colaboraba con artículos regularmente, Shaifk escribió la novela "L'Esclave Sultane" y varios tomos de poesía publicados por Pierre Fanlac. Tradujo el Corán al francés e inglés.
- L’Art Pour L’Art Dans L’Egypt Antique, Paris 1940

- La Femme et Le Droite Religieux dans l'Islam , Paris 1940

- The Advancement of Women in Egypt (árabe), Cairo 1945

- L'Esclave Sultane, Paris 1952

### Colecciones de poesía
- Larmes D'Isis

- Avec Dante aux Enfers

- La Bonne Aventure

- L'Amour Perdu

- Poemes Hors Temps (no publicado)